# Бартош Берешинський
Бартош Берешинський (пол. Bartosz Bereszyński, нар. 12 липня 1992, Познань, Польща) — польський футболіст, захисник італійського футбольного клубу «Сампдорія». На правах оренди грає за «Емполі».

## Життєпис
Народився у Познані. Бартош Берешинський починав грати у футбол в різних місцевих дитячо-юнацьких командах, серед яких були і команди клубів «Варта» та «Лех». У 2009 році він став гравцем познанського «Леха» а 21 березня 2010 року дебютував в Екстракласі, вийшовши на заміну на 87-й хвилині. Через тиждень в поєдинку з «Одрою» він знову з'явився на полі але в самому кінці гри. Це були єдині випадки появи Берешинського в офіційних матчах того сезону, який завершився для «Леха» золотими медалями чемпіонату.

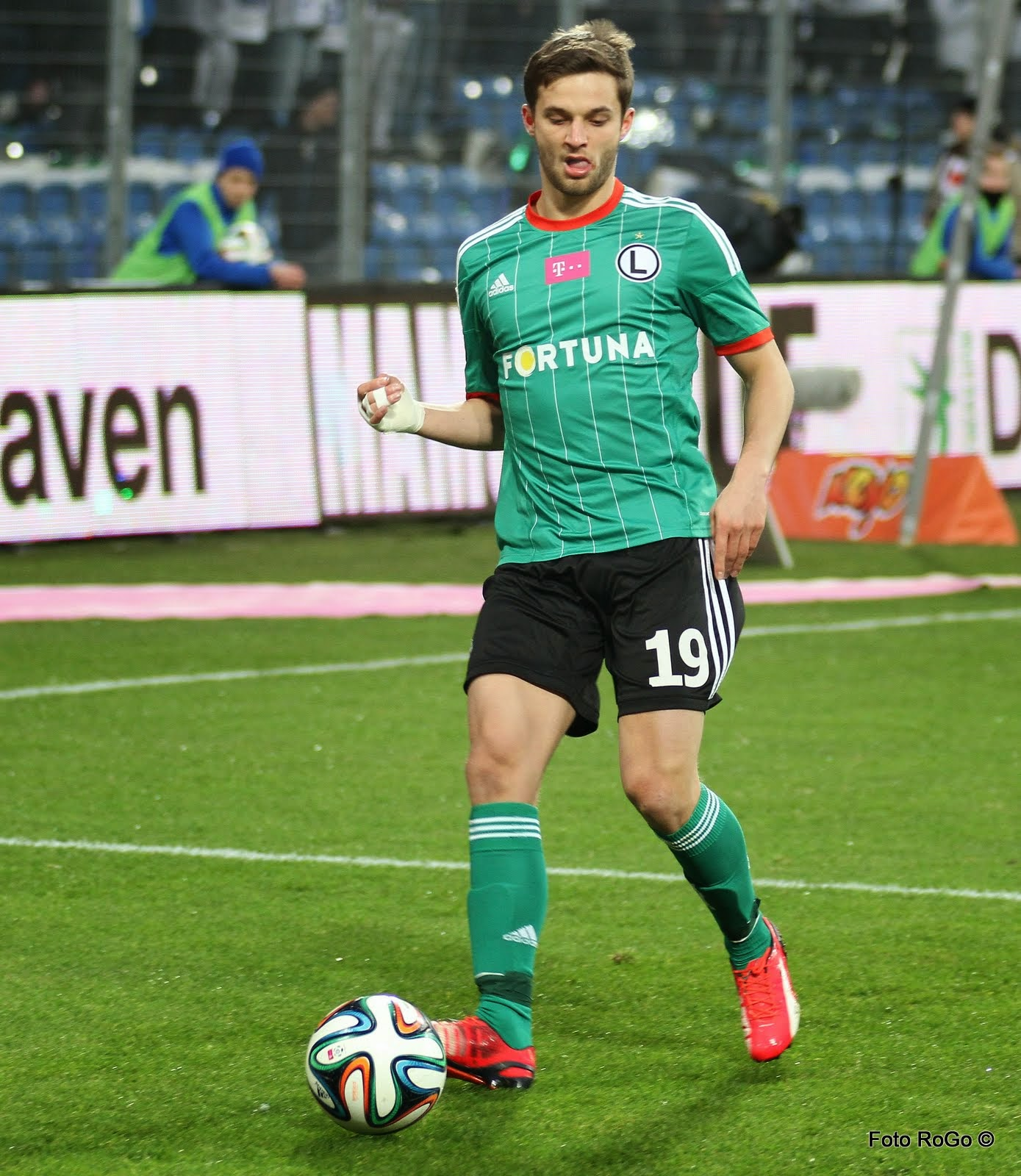
Бартош Берешинський під час виступів за «Легію». 2015 рік.

У сезоні 2011/12 Берешинський перейшов у «Варту» що виступала в Першій лізі на правах оренди. За «Варту» він провів у лізі 27 матчів і забив 1 м'яч. У сезоні 2012/13 Берешинський повернувся в «Лех», де незабаром став регулярно з'являтися в стартовому складі команди. Тоді ж він дебютував в єврокубках в рамках кваліфікаційних раундів Ліги Європи 2012/13. 
У зимове трансферне вікно 2013 року Берешинський перейшов до варшавської «Легії». 1 червня 2014 року він забив свій перший гол за «Лєґію» в Екстракласі. При цьому зробив він це у ворота свого колишнього клубу. 12 грудня 2013 року в гостьовому матчі Ліги Європи 2013/14 проти кіпрського «Аполлона» Берешинський був видалений з поля на 69-й хвилині. Ця гра стала останньою для «Лєгії» в тому єврокубковому сезоні. Згодом «Лєгія» стартувала в розіграші Ліги чемпіонів 2014/15 і не включила Берешинського в заявку на два матчі проти ірландського «Сент-Патрікс Атлетік» та першу гру проти «Селтіка». У повторній зустрічі проти шотландців він вийшов на заміну на 86-й хвилині, коли рахунок вже був 6:1 за сумою двох матчів на користь поляків. Однак відсутність Берешинського в заявці клубу на попередні 3 гри дозволило УЄФА порахувати вихід на поле Берешинського порушенням триматчевої дискваліфікації і зарахувати «Лєгії» технічну поразку (0:3), яке дозволила «Селтіку» повернутися в Лігу чемпіонів, а «Лєгію» відправило ж в Лігу Європи. Загалом Бартош провів за клуб чотири сезони, за цей час по три рази виграючи національний чемпіонат і Кубок.
4 січня 2017 року Берешинський підписав угоду на чотири з половиною роки з італійським клубом «Сампдорія». У новому клубі він дебютував 19 січня 2017 року в матчі на Кубок Італії проти «Роми» (0:4). 29 січня 2017 року в матчі з цією ж командою Бартош дебютував і у Серії А.Протягом наступних шести з половиною сезонів відіграв за генуезький клуб 179 матчів у національному чемпіонаті.
Другу половину сезону 2022/23 провів в оренді в «Наполі», де був гравцем резерву. У серпні 2023 року знову був орендований, цього разу клубом «Емполі».

## Виступи за збірні
2010 року дебютував у складі юнацької збірної Польщі, взяв участь в 11 іграх на юнацькому рівні, відзначившись одним забитим голом.
Протягом 2011–2012 років залучався до складу молодіжної збірної Польщі. На молодіжному рівні зіграв у 5 офіційних матчах, забив 1 гол.
4 червня 2013 року дебютував в офіційних іграх у складі національної збірної Польщі в товариському матчі проти Ліхтенштейну.
Був основним гравцем збірної на чемпіонаті світу 2018 року та чемпіонаті Європи 2022 року, на яких поляку припиняли виступи вже на групових етапах. 2022 року їздив із національною командою тогорічний чемпіонат світу до Катару, де також був основним гравцем, а його команда вийшла до стадії плей-оф.

## Статистика виступів

### Статистика клубних виступів
Станом на 22 серпня 2023
| Сезон                 | Команда               | Чемпіонат             | Чемпіонат | Чемпіонат | Національний кубок | Національний кубок | Національний кубок | Континентальні кубки | Континентальні кубки | Континентальні кубки | Інші змагання | Інші змагання | Інші змагання | Усього | Усього |
| Сезон                 | Команда               | Ліга                  | Ігор      | Голів     | Ліга               | Ігор               | Голів              | Ліга                 | Ігор                 | Голів                | Ліга          | Ігор          | Голів         | Ігор   | Голів  |
| --------------------- | --------------------- | --------------------- | --------- | --------- | ------------------ | ------------------ | ------------------ | -------------------- | -------------------- | -------------------- | ------------- | ------------- | ------------- | ------ | ------ |
| 2009–10               | «Лех»                 | E                     | 2         | 0         | CP                 | 0                  | 0                  | -                    | -                    | -                    | -             | -             | -             | 2      | 0      |
| 2010–11               | «Лех»                 | E                     | 0         | 0         | CP                 | 0                  | 0                  | ЛЧ+ЛЄ                | 0                    | 0                    | -             | -             | -             | 0      | 0      |
| 2011–12               | «Варта»               | IЛ (ІІ)               | 27        | 1         | КП                 | 0                  | 0                  | -                    | -                    | -                    | -             | -             | -             | 27     | 1      |
| 2012–13               | «Лех»                 | E                     | 11        | 1         | КП                 | 1                  | 0                  | ЛЄ                   | 3                    | 0                    | -             | -             | -             | 15     | 1      |
| Усього за «Лех»       | Усього за «Лех»       | Усього за «Лех»       | 13        | 1         |                    | 1                  | 0                  |                      | 3                    | 0                    |               | -             | -             | 17     | 1      |
| 2012–13               | «Легія»               | E                     | 12        | 0         | КП                 | 0                  | 0                  | -                    | -                    | -                    | -             | -             | -             | 12     | 0      |
| 2013–14               | «Легія»               | E                     | 18        | 1         | КП                 | 1                  | 0                  | ЛЧ+ЛЄ                | 5+3                  | 0+0                  | -             | -             | -             | 27     | 1      |
| 2014–15               | «Легія»               | E                     | 16        | 0         | КП                 | 2                  | 0                  | ЛЧ                   | 1                    | 0                    | СП            | 1             | 0             | 20     | 0      |
| 2015–16               | «Легія»               | E                     | 16        | 0         | КП                 | 4                  | 0                  | ЛЧ+ЛЄ                | 3+5                  | 0+0                  | СП            | 0             | 0             | 28     | 0      |
| 2016–17               | «Легія»               | E                     | 11        | 0         | КП                 | 0                  | 0                  | ЛЧ                   | 3+6                  | 0+0                  | СП            | 1             | 0             | 21     | 0      |
| Усього за «Легію»     | Усього за «Легію»     | Усього за «Легію»     | 73        | 1         |                    | 7                  | 0                  |                      | 26                   | 0                    |               | 2             | 0             | 108    | 1      |
| 2016–17               | «Сампдорія»           | A                     | 13        | 0         | КІ                 | 1                  | 0                  | -                    | -                    | -                    | -             | -             | -             | 14     | 0      |
| 2017–18               | «Сампдорія»           | A                     | 31        | 0         | КІ                 | 0                  | 0                  | -                    | -                    | -                    | -             | -             | -             | 31     | 0      |
| 2018–19               | «Сампдорія»           | A                     | 27        | 0         | КІ                 | 1                  | 0                  | -                    | -                    | -                    | -             | -             | -             | 28     | 0      |
| 2019–20               | «Сампдорія»           | A                     | 28        | 0         | КІ                 | 1                  | 0                  | -                    | -                    | -                    | -             | -             | -             | 29     | 0      |
| 2020–21               | «Сампдорія»           | A                     | 31        | 1         | КІ                 | 1                  | 0                  | -                    | -                    | -                    | -             | -             | -             | 32     | 1      |
| 2021–22               | «Сампдорія»           | A                     | 35        | 0         | КІ                 | 2                  | 0                  | -                    | -                    | -                    | -             | -             | -             | 37     | 0      |
| 2022-січ. 2023        | «Сампдорія»           | A                     | 14        | 0         | КІ                 | 1                  | 0                  | -                    | -                    | -                    | -             | -             | -             | 15     | 0      |
| січ.-черв. 2023       | «Наполі»              | A                     | 3         | 0         | КІ                 | 1                  | 0                  | ЛЧ                   | 0                    | 0                    | -             | -             | -             | 4      | 0      |
| серп. 2023            | «Сампдорія»           | B                     | 1         | 0         | КІ                 | 1                  | 0                  | -                    | -                    | -                    | -             | -             | -             | 2      | 0      |
| Усього за «Сампдорію» | Усього за «Сампдорію» | Усього за «Сампдорію» | 180       | 1         |                    | 8                  | 0                  |                      | -                    | -                    |               | -             | -             | 188    | 1      |
| серп. 2023–24         | «Емполі»              | A                     | -         | -         | КІ                 | -                  | -                  | -                    | -                    | -                    | -             | -             | -             | -      | -      |
| Усього за кар'єру     | Усього за кар'єру     | Усього за кар'єру     | 296       | 4         |                    | 17                 | 0                  |                      | 29                   | 0                    |               | 2             | 0             | 344    | 4      |

### Статистика виступів за збірну
Станом на 22 серпня 2023
| Дата       | Місто             | Господарі          | Результат | Гості                | Турнір                               | Голи | Примітки |
| ---------- | ----------------- | ------------------ | --------- | -------------------- | ------------------------------------ | ---- | -------- |
| 4-6-2013   | Краків            | Польща             | 2 – 0     | Ліхтенштейн          | товариський матч                     | -    | 46'      |
| 18-1-2014  | Краків            | Польща             | 3 – 0     | Норвегія             | товариський матч                     | -    | 73'      |
| 14-11-2016 | Варшава           | Польща             | 1 – 1     | Словенія             | товариський матч                     | -    |          |
| 5-10-2017  | Єреван            | Вірменія           | 1 – 6     | Польща               | Відбір до ЧС 2018                    | -    |          |
| 8-10-2017  | Варшава           | Польща             | 4 – 2     | Чорногорія           | Відбір до ЧС 2018                    | -    |          |
| 10-11-2017 | Варшава           | Польща             | 0 – 0     | Уругвай              | товариський матч                     | -    |          |
| 8-6-2018   | Познань           | Польща             | 2 – 2     | Чилі                 | товариський матч                     | -    | 82'      |
| 12-6-2018  | Варшава           | Польща             | 4 – 0     | Литва                | товариський матч                     | -    |          |
| 19-6-2018  | Москва            | Польща             | 1 – 2     | Сенегал              | ЧС 2018 - 1-й етап                   | -    | 83'      |
| 24-6-2018  | Казань            | Польща             | 0 – 3     | Колумбія             | ЧС 2018 - 1-й етап                   | -    | 73'      |
| 28-6-2018  | Волгоград         | Японія             | 0 – 1     | Польща               | ЧС 2018 - 1-й етап                   | -    |          |
| 6-9-2018   | Болонья           | Італія             | 1 – 1     | Польща               | Ліга націй УЄФА 2018-2019 - 1-й етап | -    |          |
| 11-10-2018 | Хожув             | Польща             | 2 – 3     | Португалія           | Ліга націй УЄФА 2018-2019 - 1-й етап | -    | 46'      |
| 14-10-2018 | Хожув             | Польща             | 0 – 1     | Італія               | Ліга націй УЄФА 2018-2019 - 1-й етап | -    |          |
| 15-11-2018 | Гданськ           | Польща             | 0 – 1     | Чехія                | товариський матч                     | -    |          |
| 20-11-2018 | Гімарайнш         | Португалія         | 1 – 1     | Польща               | Ліга націй УЄФА 2018-2019 - 1-й етап | -    |          |
| 21-3-2019  | Відень            | Австрія            | 0 – 1     | Польща               | Відбір до ЧЄ 2020                    | -    | 54'      |
| 7-6-2019   | Скоп'є            | Північна Македонія | 0 – 1     | Польща               | Відбір до ЧЄ 2020                    | -    |          |
| 10-6-2019  | Варшава           | Польща             | 4 – 0     | Ізраїль              | Відбір до ЧЄ 2020                    | -    |          |
| 6-9-2019   | Любляна           | Словенія           | 2 – 0     | Польща               | Відбір до ЧЄ 2020                    | -    |          |
| 9-9-2019   | Варшава           | Польща             | 0 – 0     | Австрія              | Відбір до ЧЄ 2020                    | -    |          |
| 13-10-2019 | Варшава           | Польща             | 2 – 0     | Північна Македонія   | Відбір до ЧЄ 2020                    | -    |          |
| 4-9-2020   | Амстердам         | Нідерланди         | 1 – 0     | Польща               | Ліга націй УЄФА 2020-2021 - 1-й етап | -    |          |
| 7-10-2020  | Гданськ           | Польща             | 5 – 1     | Фінляндія            | товариський матч                     | -    | 62'      |
| 11-10-2020 | Гданськ           | Польща             | 0 – 0     | Італія               | Ліга націй УЄФА 2020-2021 - 1-й етап | -    | 35'      |
| 14-10-2020 | Вроцлав           | Польща             | 3 – 0     | Боснія і Герцеговина | Ліга націй УЄФА 2020-2021 - 1-й етап | -    | 72'      |
| 11-11-2020 | Хожув             | Польща             | 2 – 0     | Україна              | товариський матч                     | -    | 78'      |
| 15-11-2020 | Реджо-нель-Емілія | Італія             | 2 – 0     | Польща               | Ліга націй УЄФА 2020-2021 - 1-й етап | -    |          |
| 25-3-2021  | Будапешт          | Угорщина           | 3 – 3     | Польща               | Відбір до ЧС 2022                    | -    | 49'      |
| 28-3-2021  | Варшава           | Польща             | 3 – 0     | Андорра              | Відбір до ЧС 2022                    | -    | 60'      |
| 31-3-2021  | Лондон            | Англія             | 2 – 1     | Польща               | Відбір до ЧС 2022                    | -    |          |
| 1-6-2021   | Вроцлав           | Польща             | 1 – 1     | Росія                | товариський матч                     | -    | 56'      |
| 14-6-2021  | Санкт-Петербург   | Польща             | 1 – 2     | Словаччина           | ЧЄ 2020 - 1-й етап                   | -    |          |
| 19-6-2021  | Севілья           | Іспанія            | 1 – 1     | Польща               | ЧЄ 2020 - 1-й етап                   | -    |          |
| 23-6-2021  | Санкт-Петербург   | Швеція             | 3 – 2     | Польща               | ЧЄ 2020 - 1-й етап                   | -    |          |
| 2-9-2021   | Варшава           | Польща             | 4 – 1     | Албанія              | Відбір до ЧС 2022                    | -    | 32'      |
| 9-10-2021  | Варшава           | Польща             | 5 – 0     | Сан-Марино           | Відбір до ЧС 2022                    | -    | 65'      |
| 12-10-2021 | Тирана            | Албанія            | 0 – 1     | Польща               | Відбір до ЧС 2022                    | -    | 90'      |
| 12-11-2021 | Андорра-ла-Велья  | Андорра            | 1 – 4     | Польща               | Відбір до ЧС 2022                    | -    |          |
| 29-3-2022  | Хожув             | Польща             | 2 – 0     | Швеція               | Відбір до ЧС 2022                    | -    |          |
| 1-6-2022   | Вроцлав           | Польща             | 2 – 1     | Уельс                | Ліга націй УЄФА 2022-2023 - 1-й етап | -    |          |
| 8-6-2022   | Брюссель          | Бельгія            | 6 – 1     | Польща               | Ліга націй УЄФА 2022-2023 - 1-й етап | -    | 46'      |
| 11-6-2022  | Роттердам         | Нідерланди         | 2 – 2     | Польща               | Ліга націй УЄФА 2022-2023 - 1-й етап | -    |          |
| 22-9-2022  | Варшава           | Польща             | 0 – 2     | Нідерланди           | Ліга націй УЄФА 2022-2023 - 1-й етап | -    | 79'      |
| 25-9-2022  | Кардіфф           | Уельс              | 0 – 1     | Польща               | Ліга націй УЄФА 2022-2023 - 1-й етап | -    | 88' 90'  |
| 16-11-2022 | Варшава           | Польща             | 1 – 0     | Чилі                 | товариський матч                     | -    | 46'      |
| 22-11-2022 | Доха              | Мексика            | 0 – 0     | Польща               | ЧС 2022 - 1-й етап                   | -    |          |
| 26-11-2022 | Ер-Раян           | Польща             | 2 – 0     | Саудівська Аравія    | ЧС 2022 - 1-й етап                   | -    |          |
| 30-11-2022 | Доха              | Польща             | 0 – 2     | Аргентина            | ЧС 2022 - 1-й етап                   | -    | 72'      |
| 4-12-2022  | Доха              | Франція            | 3 – 1     | Польща               | ЧС 2022 - 1/8 фіналу                 | -    | 47'      |
| 16-6-2023  | Варшава           | Польща             | 1 – 0     | Німеччина            | товариський матч                     | -    | 72'      |
| 20-6-2023  | Кишинів           | Молдова            | 3 – 2     | Польща               | Відбір до ЧЄ 2024                    | -    | 64'      |
| Усього     |                   | Матчів             | 52        |                      | Голів                                | 0    |          |

| Дата       | Місто     | Господарі | Результат | Гості                | Турнір                             | Голи | Примітки |
| ---------- | --------- | --------- | --------- | -------------------- | ---------------------------------- | ---- | -------- |
| 23-3-2013  | Седльці   | Польща    | 3 – 0     | Литва                | Товариський матч                   | -    |          |
| 26-3-2013  | Леґьоново | Польща    | 4 – 1     | Латвія               | Товариський матч                   | -    | 75'      |
| 15-11-2013 | Та-Калі   | Мальта    | 1 – 5     | Польща               | Кваліфікація молодіжного Євро-2017 | -    |          |
| 4-6-2014   | Краків    | Польща    | 1 – 0     | Боснія і Герцеговина | Товариський матч                   | -    | 62'      |
| 9-9-2014   | Катеріні  | Греція    | 3 – 1     | Польща               | Кваліфікація молодіжного Євро-2017 | -    | 89'      |
| Усього     |           | Матчів    | 5         |                      | Голів                              | 0    |          |

## Титули і досягнення
- Чемпіон Польщі (4):

«Лех»: 2009-10
«Легія»: 2012-13, 2013-14, 2015-16
- Володар Кубка Польщі (4):

«Лех»: 2008-09
«Легія»: 2012-13, 2014-15, 2015-16
- Чемпіон Італії (1):

«Наполі»: 2022-23